# André Milhoux
André Milhoux,  belgijski dirkač Formule 1, * 9. december 1928, Bressoux, Liegé, Belgija.
André Milhoux je upokojeni belgijski dirkač Formule 1. V svoji karieri je nastopil le na dirki za Veliko nagrado Nemčije v sezoni 1956, kjer je z dirkalnikom Gordini Type 32 moštva Equipe Gordini odstopil v petnajstem krogu zaradi odpovedi motorja.

## Popolni rezultati Formule 1
(legenda) (odebeljene dirke pomenijo najboljši štartni položaj, poševne pa najhitrejši krog, †-uvrščen kljub odstopu)
| Leto | Moštvo         | Šasija          | Motor              | 1   | 2   | 3   | 4   | 5   | 6  | 7       | 8   | Prv | Toč |
| ---- | -------------- | --------------- | ------------------ | --- | --- | --- | --- | --- | -- | ------- | --- | --- | --- |
| 1956 | Equipe Gordini | Gordini Type 32 | Gordini Straight-8 | ARG | MON | 500 | BEL | FRA | VB | NEM Ret | ITA | -   | 0   |